# ナラガンセット湾

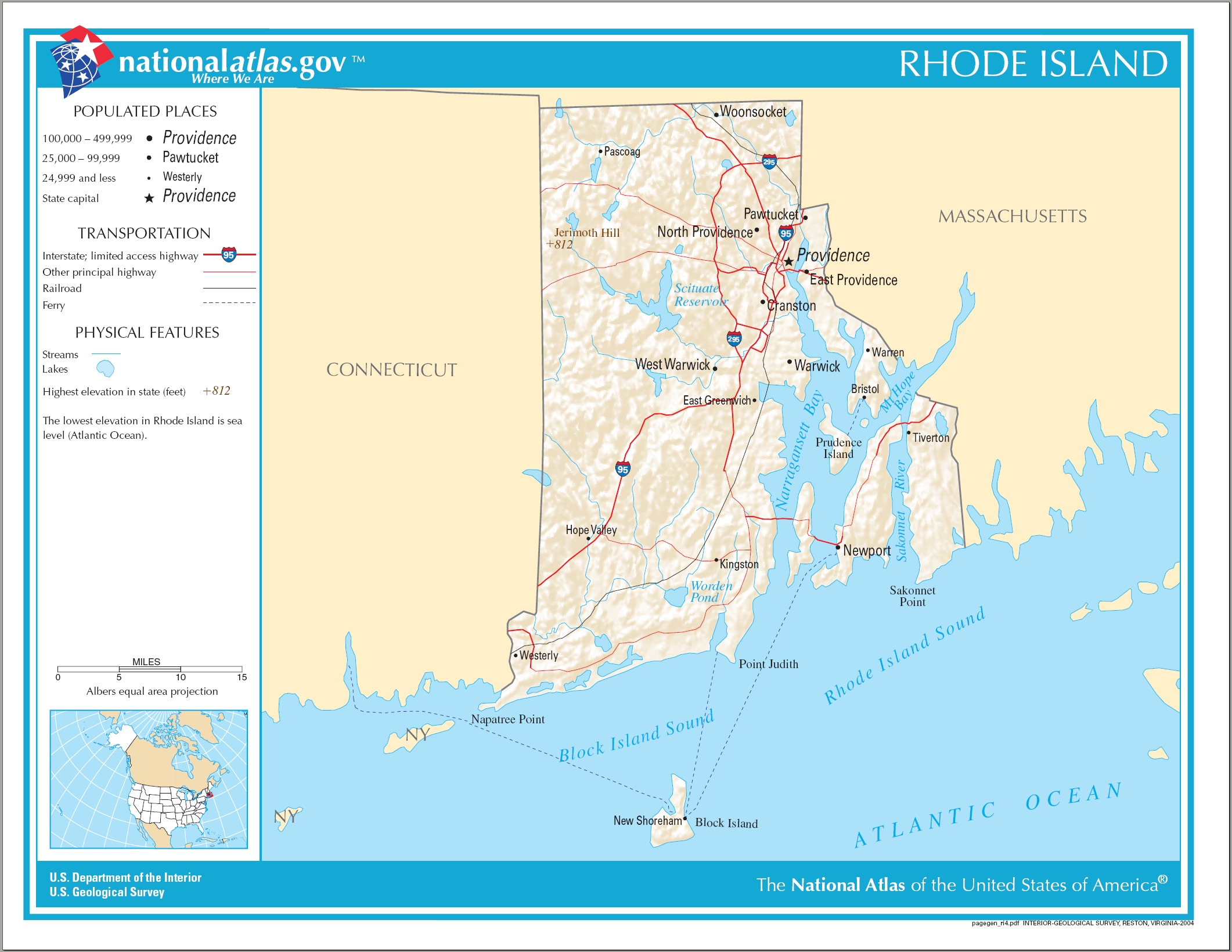
ロードアイランド州の地図

ナラガンセット湾(Narragansett Bay)は、ロードアイランド海峡の北側に面した湾及び入り江。湾内には州名の由来となったロード島（アクィドネック島）など大小の島がある。ロード島以外の大きな島は、コナニカット島、プルーデンス島など。長さ約45km、幅約5～20kmで、ロードアイランド州を東西に二分する。
ロードアイランド州の州都で最大の都市プロビデンスが湾の北の入り江の奥の西側に位置している。また、アクィドネック島にはニューポートがある。湾の面積は147平方マイルである。

## 初期の歴史
この湾への記録されている最初のヨーロッパ人の到達は16世紀初頭といわれる。当時この地域は二つの部族が住んでいた。ナラガンセット族は湾の西側に、ワンパノアグ族が東側に住んでいた。
多くの歴史学者に受け入れられている最初のヨーロッパ人の訪問は1524年のことで、ジョバンニ・ダ・ヴェラッツァーノが彼の船ラドフィーヌで、ニューヨーク湾を訪れた後に湾に入った。ヴェラッツァーノはこの湾をRefugioと呼んだ。
1614年にはオランダの航海者アドリアン・ブロックにより探検され地図が作られた。近くにあるブロック島は彼にちなんで名づけられた。
記録されている最初のヨーロッパ人の入植は1630年代のことである。1635年ごろロジャー・ウィリアムズがプリマス植民地からこの地域にたどり着いた。彼はナラガンセット族と接触し湾の西岸に交易拠点を作った。同じころオランダも南西約12マイルに交易拠点を作った。それはニューヨーク湾のニューアムステルダム植民地の管轄下にあった。
1643年、ウィリアムズはイギリスに行きロードアイランドの新たな植民地の勅許状を獲得した。
ジェームズ・クックの船エンデバーは1775年にイギリス海軍によって売却された後この湾で沈んだと信じられている。